# Ramón Serrano Salom
Ramón Serrano Salom (Valencia, 21 de marzo de 1948 - Valencia, 3 de noviembre de 2023), fue un ingeniero agrónomo español. Ocupó el puesto de catedrático de Bioquímica y Biología Molecular en el Departamento de Biotecnología de la Universidad Politécnica de Valencia y en el Instituto de Biología Molecular y Celular de Plantas, dependiente del Consejo Superior de Investigaciones Científicas y sito en Valencia (España).

## Formación científica y carrera profesional
Estudió la licenciatura, y posteriormente consiguió el título de doctor, como Ingeniero Agrónomo por la  Escuela Técnica Superior de Ingenieros Agrónomos de Madrid. Desde 1975 fue colaborador científico del Instituto de Enzimología del Consejo Superior de Investigaciones Científicas, de Madrid. Realizó una estancia en el Departamento de Biología del Massachusetts Institute of Technology en Estados Unidos, gracias a una beca de la Fundación Juan March. 
En 1978 fue nombrado profesor agregado de Bioquímica de la Universidad Politécnica de Valencia. En 1988 consiguió el nombramiento como profesor de investigación del CSIC, adscrito al Instituto de Agroquimica y Tecnología de Alimentos de Valencia. Finalmente en 1990 accedió al puesto de catedrático de dicha universidad.

## Actividad investigadora
Inició su actividad investigadora en 1973 y desde entonces publicó más de 170 artículos en revistas científicas del área de Bioquímica y Biología Molecular, incluyendo Nature, Science, EMBO Journal, Proc. Natl. Acad. Sci. USA, Mol. Cell. Biol, J. Biol Chem, Plant J. and Plant Cell. Su índice h fue de 85, estando entre los cinco científicos valencianos con mayor valor de ese índice en el área citada.
Fue investigador principal en 35 proyectos de investigación y coordinador general de 9 proyectos, habiendo dirigido una treintena de tesis doctorales. Fue galardonado con la cruz de la Orden de Alfonso X el Sabio por el gobierno de España, y fue miembro de la Organización Europea de Biología Molecular (EMBO). Era doctor honoris causa por la Universidad de Ratisbona (Ratisbona, Alemania).

## Publicaciones
- Introducción a las aplicaciones de las enzimas. Editorial Alhambra, 1985. ISBN 84-205-1098-X
- Enzimología general y aplicada. Universidad Politécnica de Madrid, 1978. ISBN 84-7401-049-7
- Un español en el Laboratorio Europeo de Biología Molecular. Arbor: Ciencia, pensamiento y cultura, ISSN 0210-1963, N.º 583, 1994 (Ejemplar dedicado a: Homenaje a Severo Ochoa), págs. 121-136.